# Andrea Proske
Andrea Proske (North Vancouver, 27 de junio de 1986) es una deportista canadiense que compite en remo. Participó en los Juegos Olímpicos de Tokio 2020, obteniendo una medalla de oro en la prueba de ocho con timonel.

## Palmarés internacional
| Juegos Olímpicos | Juegos Olímpicos | Juegos Olímpicos | Juegos Olímpicos |
| Año              | Lugar            | Medalla          | Prueba           |
| ---------------- | ---------------- | ---------------- | ---------------- |
| 2020             | Tokio (Japón)    | Medalla de oro   | Ocho con timonel |